# ラカイエ郡

ラカイエ郡
Lakayè

ラカイエ郡（ラカイエぐん、ハイチ語: Lakayè）またはアルカイエ郡（フランス語: Arcahaie）はハイチ中南部、西県北西部の郡。北にアルティボニット県サン・マーク郡、北東に中央県ミバレ郡、東にクワデブーケ郡と接し、南西はラゴナーヴ湾に臨む。
南東にカバレ、北西にラカイエ（アルカイエ）の2つのコミーンが置かれている。郵便番号は64から始まる。

## 脚註
1. 1 2  “Haiti: administrative units, extended”.   GeoHive.com. 2016年10月5日時点のオリジナルよりアーカイブ。2021年8月10日閲覧。
2. ↑  “POPULATION TOTALE, POPULATION DE 18 ANS ET PLUS MÉNAGES ET DENSITÉS ESTIMÉS EN 2015” (pdf).   Institut Haïtien de Statistique et d’Informatique (IHSI). pp. 16 - 17 (2015年3月). 2021年8月10日閲覧。